# Climacteris melanurus
Climacteris melanurus là một loài chim trong họ Climacteridae.